# Innenstadt

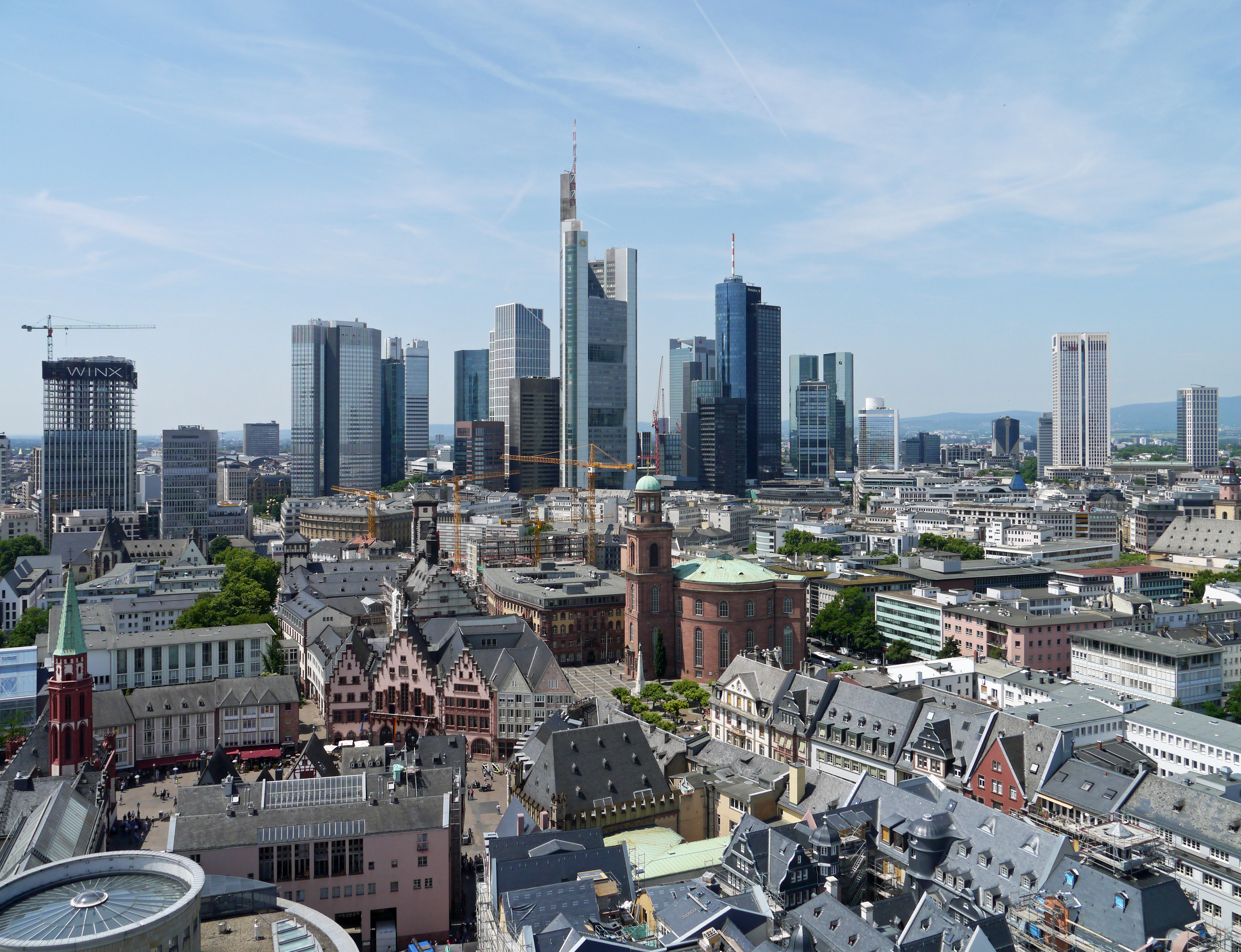
Die Frankfurter Innenstadt mit ihren Hochhäusern im Bankenviertel und Wiedergewinnung der Altstadt (im Vordergrund, Dom-Römer-Projekt, Juni 2017)

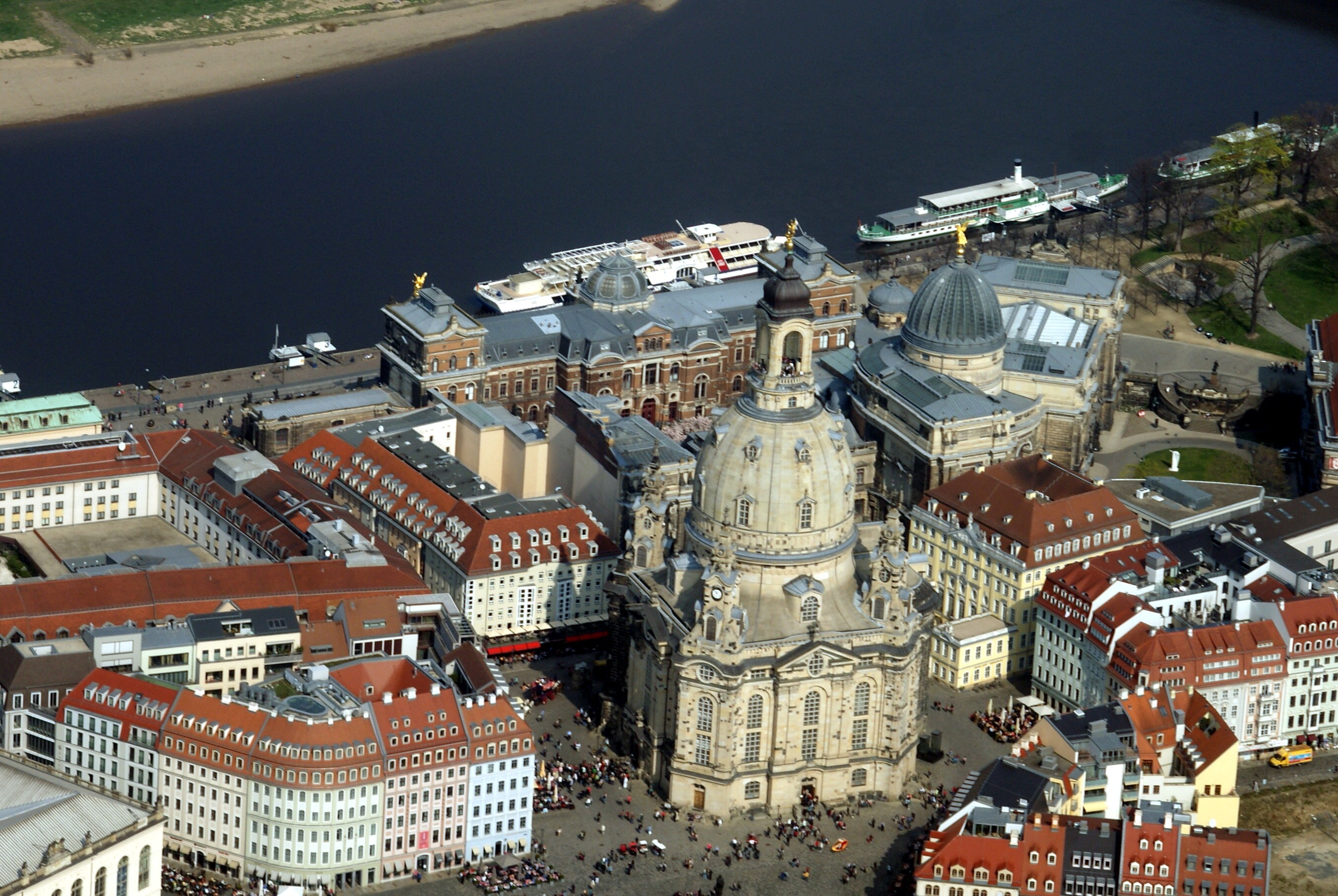
Dresdner Neumarkt mit Frauenkirche und Brühlscher Terrasse, Teil der Innenstadt/Inneren Altstadt

Die Innenstadt (in der Schweiz mancherorts auch Innerstadt) ist der innere Teil einer Stadt, auch unter Betonung der Funktion im Stadtgefüge als City oder allgemein Stadtzentrum, Zentrum, Centrum oder Stadtmitte bezeichnet, in dem sich meist alle wichtigen Verkehrswege und Versorgungswege treffen, ineinander münden oder kreuzen. Des Weiteren konzentrieren sich hier Handel, Dienstleistungseinrichtungen der Stadt und, je nach Status der Stadt, regionale Verwaltungen, Bahnhöfe und Busbahnhöfe (ZOB) – also Einrichtungen des tertiären Sektors. Wegen der hohen Bodenpreise gibt es eine Tendenz zur Bebauung mit Hochhäusern und zu hoher Bebauungsdichte sowie einer geringen Wohnbevölkerung und einer hohen Zahl von Einpendlern. Eine genauere Abgrenzung kann über den Schaufensterindex, den CBD-Höhenindex und den CBD-Intensitätsindex erfolgen.
In vielen Städten fällt der Bereich der Innenstadt mit dem Gebiet des historischen Stadtkerns zusammen, also der städtischen Keimzelle, an der Sehenswürdigkeiten wie Kirchen, historische Gebäude und andere Bau- und Kulturdenkmäler konzentriert sind.
Die Innenstadt wird in den Raumwissenschaften auch als Typ eines Zentrums (Zentrentyp) betrachtet und von anderen Zentren typologisch unterschieden. Nach dieser Betrachtung wird unter Innenstadt zumeist ein historisch gewachsener Kern einer Stadt verstanden, dem im Falle eines Zentrensystems weitere Zentren (z. B. weitere Innenstädte oder Neben- bzw. Stadtteilzentren, Nahversorgungszentren, spezielle oder atypische Zentren) zugeordnet sind. Im Regelfall bilden sich in einem Zentrensystem besondere Merkmale heraus, die unter Gesichtspunkten einer funktionalen oder hierarchischen Abstufung klassifiziert werden.

## Entwicklung
Innenstädte können in Deutschland je nach örtlichen und regionalen Verhältnissen sehr unterschiedliche Ausprägungen entwickeln. Idealtypisch sind Innenstädte die verdichteten Altstadtkerne von Städten, die in historischen Dimensionen gewachsen sind. Meist ist in ihnen das Wohnen von Ober- und Mittelschicht, manchmal sogar das Wohnen generell weitgehend verschwunden oder auf Einzel- und Randlagen und obere Geschosse zurückgedrängt. Im Regelfall dominieren tertiäre Nutzungen (Geschäfte, Büros, öffentliche Gebäude) und Verkehrsanlagen das Bild der Innenstädte. Die von allen sozialen Schichten bewohnte Innenstadt, deren wichtige Straßen und Plätze die Wohn- und Geschäftsgebäude der Ober- und Mittelschicht prägen, ist heute in Deutschland kaum noch zu finden. Insbesondere in den deutschen Großstädten haben Verkehrs-, Handels- und Verwaltungsnutzungen das Wohnen verdrängt und die einstmals bewohnte Altstadt zu einem Hauptgeschäftszentrum (central business district) der Stadt verändert.
Zugleich ist bei Gewerbetreibenden in manchen Innenstädten, so auch bei fast allen Schweizer Innenstädten, eine Abnahme der Zahl der Kundenbesuche zu beobachten. Der Präsident des Schweizerischen Städteverbandes Kurt Fluri nennt als Ursachen den Einkaufstourismus und den Onlinehandel und befürwortet Investitionen zur Belebung der Innenstädte.
Seit den 2010ern ist von einer „Renaissance der Innenstädte“ in Europa die Rede, da die Attraktivität der Innenstädte als Wohnort trotz allgemeinen Leerstands wieder zunimmt. Während der COVID-19-Pandemie fand die unklare „Zukunft der Innenstädte“ im deutschsprachigen Raum vermehrte öffentliche Aufmerksamkeit.
Neuere Erkenntnisse der Psychologie, Ökonomie, Mobilitäts- und Netzwerkforschung legen als internationale Trendbewegung einen Polyzentrismus nahe.

## Methoden zur Abgrenzung der Innenstadt von Subzentren

### Schaufensterindex
Der „Schaufensterindex“ ist der Prozentanteil der Gesamtlänge aller Schaufenster in einer Straße oder einem Block an der Gesamtlänge aller Häuserfronten oder der Straßen. Es gibt keine allgemein gültigen Grenzwerte, die die zentrale Funktion eines Gebiets anzeigen – wegen der starken regionalen Unterschiede in der Art der Bebauung ist es schwer, Innenstädte mit diesem Index zu vergleichen. Im Allgemeinen steigt der Anteil von Schaufensterflächen, je moderner die Bebauung ist. Es ist aber möglich, innerhalb einer Region relative Abgrenzungen zu finden. Mitunter zeigt der Schaufensterindex die Neuentstehung einer kommerziellen Innenstadt neben einem historischen Stadtkern.

### CBD-Indices
Der Fachausdruck CBD („Central Business District“) wurde Mitte des 20. Jahrhunderts von den US-amerikanischen Geographen und Stadtplanern James E. Vance und R. E. Murphy eingeführt, zusammen mit weiteren darauf basierenden Ausdrücken. So wird unter dem CBD-Höhenindex das Verhältnis aller geschäftlich genutzten Geschossflächen zur Gebäudegrundfläche eines Baublocks verstanden, während der CBD-Intensitätsindex den Prozentanteil dieser Geschossflächen zur Gesamtgeschossfläche eines Baublocks bezeichnet.